# Jochen Stay

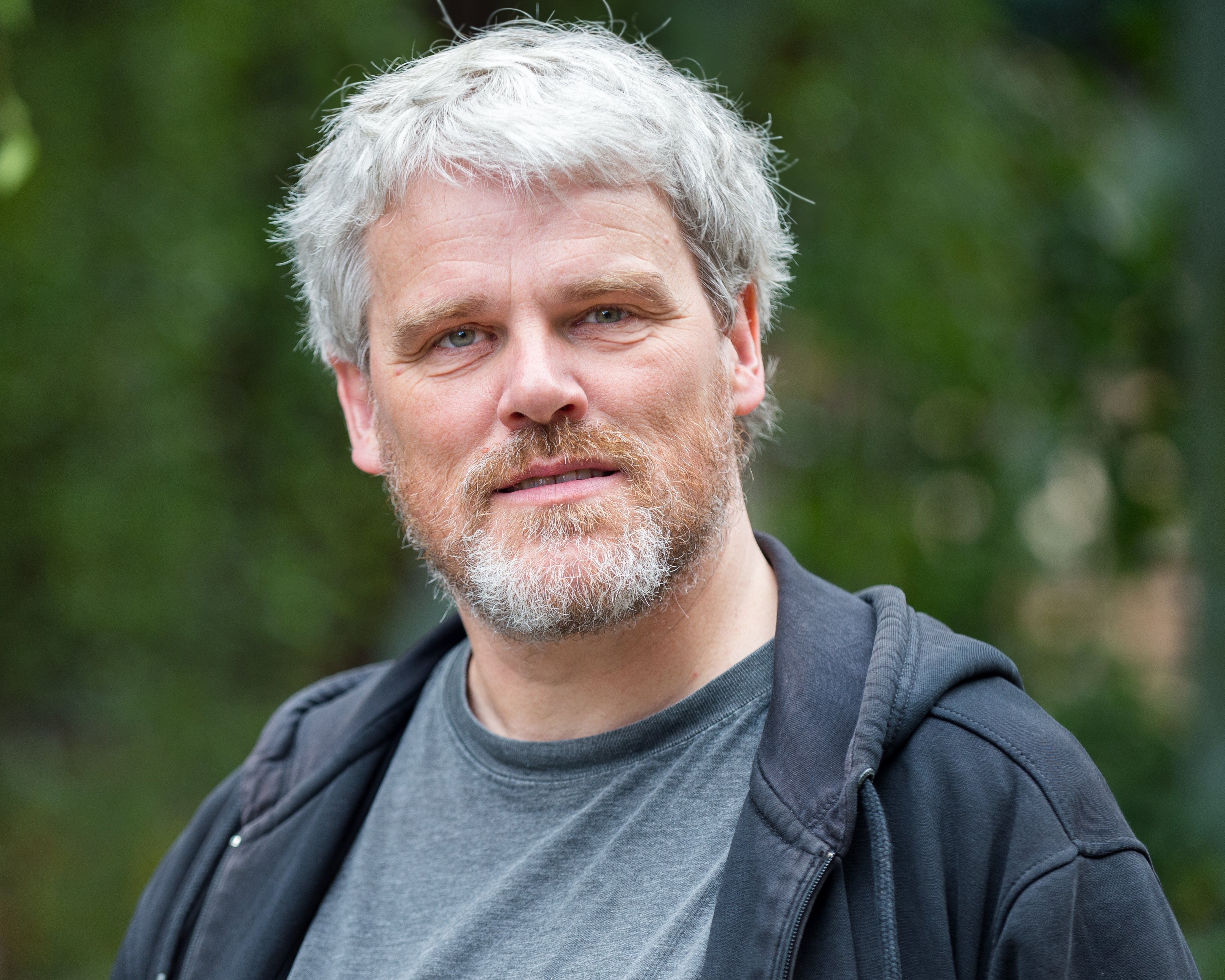
Jochen Stay (2014)

Jochen Stay (* 22. August 1965 in Mannheim; † 15. Januar 2022 in Suerhop) war ein deutscher Umweltaktivist, Friedensaktivist und Publizist. Von 2008 bis zu seinem Tod war er Sprecher der Anti-Atom-Organisation .ausgestrahlt.

## Politische Aktivitäten

### Friedensbewegung
Jochen Stay war seit 1980 außerparlamentarisch politisch aktiv, zunächst in der Südafrika- und Nicaragua-Solidaritätsaktion, ehe er zur Friedensbewegung stieß. Von 1985 bis 1988 war er an den gewaltfreien Blockadeaktionen gegen die Stationierung von US-amerikanischen Pershing 2-Raketen in Mutlangen beteiligt. Während seines Studiums der Germanistik und Politik an der Uni Mannheim (1988, abgebrochen 1992) war er fünf Jahre lang Koordinationsredakteur der gewaltfrei-anarchistischen Monatszeitung Graswurzelrevolution (1990 bis 1995). Über den Widerstand gegen die geplante Wiederaufarbeitungsanlage Wackersdorf gelangte er zur Anti-Atomkraft-Bewegung in Deutschland.

### Castor-Proteste im Wendland
Seit 1992 war Stay vor allem aktiv im wendländischen Widerstand gegen die Castor-Transporte nach Gorleben. Von 1996 bis 2008 war er mit zwei Unterbrechungen Sprecher der Initiative X-tausendmal quer, einer der damals größten Gruppen innerhalb der deutschen Anti-Atom-Bewegung. Als Symbol in der Auseinandersetzung um Atommüll und Atomkraft propagiert die Initiative den „zivilen Ungehorsam“ als Aktionsform gegen die staatliche Atompolitik. Das von Stay mitentwickelte Mobilisierungs- und Blockadekonzept führte zu den größten und langanhaltendsten Sitzblockade-Aktionen in der Geschichte der Anti-Atom-Bewegung; die Castor-Transporte wurden durch die Protestaktionen teilweise mehrere Stunden aufgehalten; zugleich erhielten sie erhöhte mediale Aufmerksamkeit. Dazwischen war Stay zwei Jahre Vorstandsmitglied der BI Lüchow-Dannenberg und von 2001 bis 2002 Referent für Öffentlichkeitsarbeit bei Robin Wood.

### Sprecher von. ausgestrahlt
Von 2008 bis zu seinem Tod war Stay einer der führenden Köpfe und Sprecher der Nichtregierungsorganisation .ausgestrahlt. 2010 organisierte er mit. ausgestrahlt und weiteren Organisationen im Rahmen der Proteste gegen geplante die AKW-Laufzeitverlängerung u. a. eine 120 Kilometer lange Menschenkette vom Kernkraftwerk Brunsbüttel zum Kernkraftwerk Krümmel am 24. April 2010. 120.000 Menschen bildeten entlang der Elbe die längste Anti-Atom-Demonstration in der Bundesrepublik Deutschland. Auch an den Protesten nach der Nuklearkatastrophe von Fukushima war Jochen Stay als Sprecher von. ausgestrahlt maßgeblich beteiligt. Der größte Erfolg für Stay, der jahrzehntelang den Widerstand gegen ein Atommüll-Lager im Gorlebener Salzstock mit organisierte, war die endgültige Schließung des Erkundungsbergwerks in Gorleben im Jahr 2021.

## Publizistische Tätigkeit
Stay schrieb Artikel zum Thema Atomkraft und Atommüll, u. a. für taz, jungle world, Blätter für deutsche und internationale Politik sowie zahlreiche Bewegungs-Publikationen; des Weiteren erschienen Gastbeiträge von ihm in der Süddeutschen Zeitung, der Welt, Frankfurter Rundschau und dem Tagesspiegel. Stay war Gast in den TV-Talkshows Maybrit Illner, Roche & Böhmermann und Leo Busch.
1994 gründete er den Verlag „Tolstefanz – wendländisches Verlagsprojekt“ und gab in den Folgejahren drei Bildbände sowie viele weitere Publikationen über den Castor-Widerstand und die Anti-Atom-Bewegung heraus.

## Weitere Tätigkeiten
Von 2000 bis 2001 und 2003 bis 2004 war er Vorstandsmitglied der Bürgerinitiative Umweltschutz Lüchow-Dannenberg, von 2001 bis 2002 Öffentlichkeitsreferent bei der Umweltschutzorganisation Robin Wood und von 2019 bis zu seinem Tod Mitglied im 3-köpfigen Gründungsvorstand der stiftung. atomerbe.

## Ingewahrsamnahme 2001
Für Aufsehen sorgte die dreitägige Polizeigewahrsamnahme Stays im Vorfeld des Castortransportes nach Gorleben 2001. Laut Aussage der Polizei wollte man mit dieser Maßnahme „die bevorstehende Begehung oder Fortsetzung einer Straftat“ verhindern. Stay hatte, so die Begründung weiter, als „Hauptinitiator“ der Aktion X-tausendmal-quer „zum Landfriedensbruch (§ 125 StGB) aufgerufen“ sowie „mehrfach zu Straftaten aufgerufen“. Streitpunkt war seine Rede anlässlich einer Demonstration im Vorfeld des Castor-Transports in Lüneburg am 24. März zur Teilnahme an Sitzblockaden. Das Oberlandesgericht Celle erklärte die Ingewahrsamnahme rückwirkend für rechtswidrig. Begründet wurde dies unter anderem damit, dass der „Inhalt von Stays Rede (…) nur auszugsweise und aus dem Zusammenhang gerissen wiedergegeben“ wurde und nach genauerer Prüfung das „wiedergegebene Redezitat den Tatbestand des Aufrufs zum Landfriedensbruch nicht erfüllt“.

## Ehrungen
2010 erhielt er den „Utopia Award“ in der Kategorie „Vorbilder“. 2015 erhielt Stay die Auszeichnung „Stromrebell des Jahres“ von den Elektrizitätswerken Schönau. In Basel wurde Jochen Stay am 15. September 2017 der Preis „Nuclear-Free Future Award“ in der Kategorie „Besondere Anerkennung“ verliehen.

## Krankheit und Tod
Stay litt an einer Herzerkrankung und starb am 15. Januar 2022 im Alter von 56 Jahren. In den Tagen und Wochen nach seinem Tod erschienen in diversen Medien Nachrufe auf ihn.

## Interviews
- Atomkraft Forever (Dokumentarfilm, 90 Minuten) in der ARD-Mediathek. Interview mit Stay ab 1:06:00[28]
- Interviews im Zeitzeugen-Portal der Stiftung Haus der Geschichte der Bundesrepublik Deutschland[29]

## Bücher
- Castor – das Buch: Bilder vom Widerstand gegen den Castor-Transport nach Gorleben 1994/95; herausgegeben von Katja Tempel und Jochen Stay, Tolstefanz Wendländisches Verlagsprojekt: Jeetzel 1995, ISBN 3-928117-05-X.
- Wir stellen uns quer, Bilder vom Widerstand gegen Castor-Transporte, Castor-Buch 2; herausgegeben von Katja Tempel und Jochen Stay, Tolstefanz Wendländisches Verlagsprojekt: Jeetzel 1997, ISBN 3-932270-01-0.
- Gorleben lebt!: Bilder vom Widerstand gegen die Castor-Transporte nach Gorleben, Castor-Buch 3; herausgegeben von Katja Tempel und Jochen Stay, Tolstefanz Wendländisches Verlagsprojekt: Jeetzel 1998, ISBN 3-932270-10-X.
- Einstieg oder Ausstieg?: Fragen und Antworten zum „Atomkonsens“; Tolstefanz Wendländisches Verlagsprojekt: Jeetzel 2000.
- Was wäre, wenn …: 70 fotografische Gegenüberstellungen zur Atomkraft, herausgegeben von. ausgestrahlt, Fotografien von Alexander Neureuter, Texte von Silke Freitag, Jochen Stay und Alexander Neureuter. Hamburg 2012. ISBN 978-3-9815677-0-0.